# Antonio da Correggio
Correggio, teljes nevén Antonio Allegri da Correggio (Correggio, 1489 augusztusa – Correggio, 1534. március 5.) az érett reneszánsz egyik legkiválóbb, rövid életű, de fényes karrierű itáliai festője. Művészetét a ritmus, a testtömeg ábrázolásának képessége, a színhasználatának frissessége és a fény-árnyék hatások megújításának technikája jellemezte.

## Élete

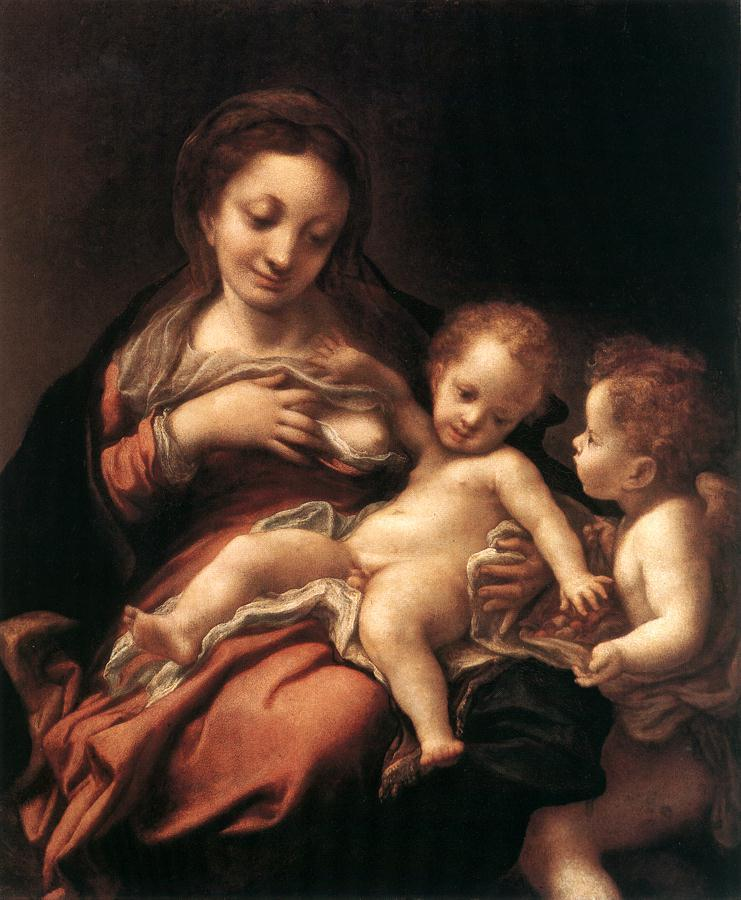
Mária gyermekével és egy angyallal, olaj, fa Szépművészeti Múzeum, Budapest

### Fiatalkora
Az észak-itáliai Parma és Reggio Emilia között, Correggio városában született. Apja Pellegrino Allegri, jómódú textilkereskedő volt, anyja pedig Bernardina Piazzoli Ormani valószínűleg gazdag polgárcsaládból származott. Jómódban, kiegyensúlyozott családban nőtt fel. Apja nagy gondot fordított taníttatására, és már kora gyermekkorától ismert humanistákhoz küldte tanulni: először Giovanni Berninihez Piacenzába, majd Modenába Marastone mesterhez, végül irodalmi ismereteit doktor Lombardinál, a bolognai egyetem professzoránál sajátította el. Neki köszönhető, hogy Correggio alapos ismereteket szerzett a természettudományokból és a humán tudományokból is.
Az idő múlásával egyre inkább vonzódott a festészethez. Bár „rendkívül bátortalan" volt, végül legyőzte apja ellenállását, és művészeti tanulmányokba kezdett nagybátyjánál, Lorenzo Allegrinél.
A művészet iránt fogékony ifjúra főként Francesco Bianchi, Francesco Francia, Lorenzo Costa és Andrea Mantegna munkássága hatott. Az első nagy élmény Mantova városában fogadta 1511-ben, ahol a művészeteket kedvelő Isabella Gonzaga udvarában még frissen ragyogtak a 15. század nagy észak-olasz festője, Andrea Mantegna falképei. Mantegna a térbeli ábrázolás mestere volt, aki merész rövidülésben, gyakran erős alulnézetben festette alakjait. A mantovai vár (Castello San Giorgio) egyik szobájában a mennyezetre olyan képet festett, (Camera degli Sposi) amely azt a hatást kelti, mintha a közepén, a kör alakú korláton át a felhős égre látnánk ki. Ez az illúziófestés fontos szerepet kapott Correggio műveiben. Mantegna kemény vonalai és hideg színei azonban idegenek Correggio felfogásától. Egyéniségéhez inkább Leonardo da Vincinek a kontúrokat a fény-árnyék hatásokban szinte teljesen feloldó, meleg színekre épülő stílusa állt közel.

### Mantova

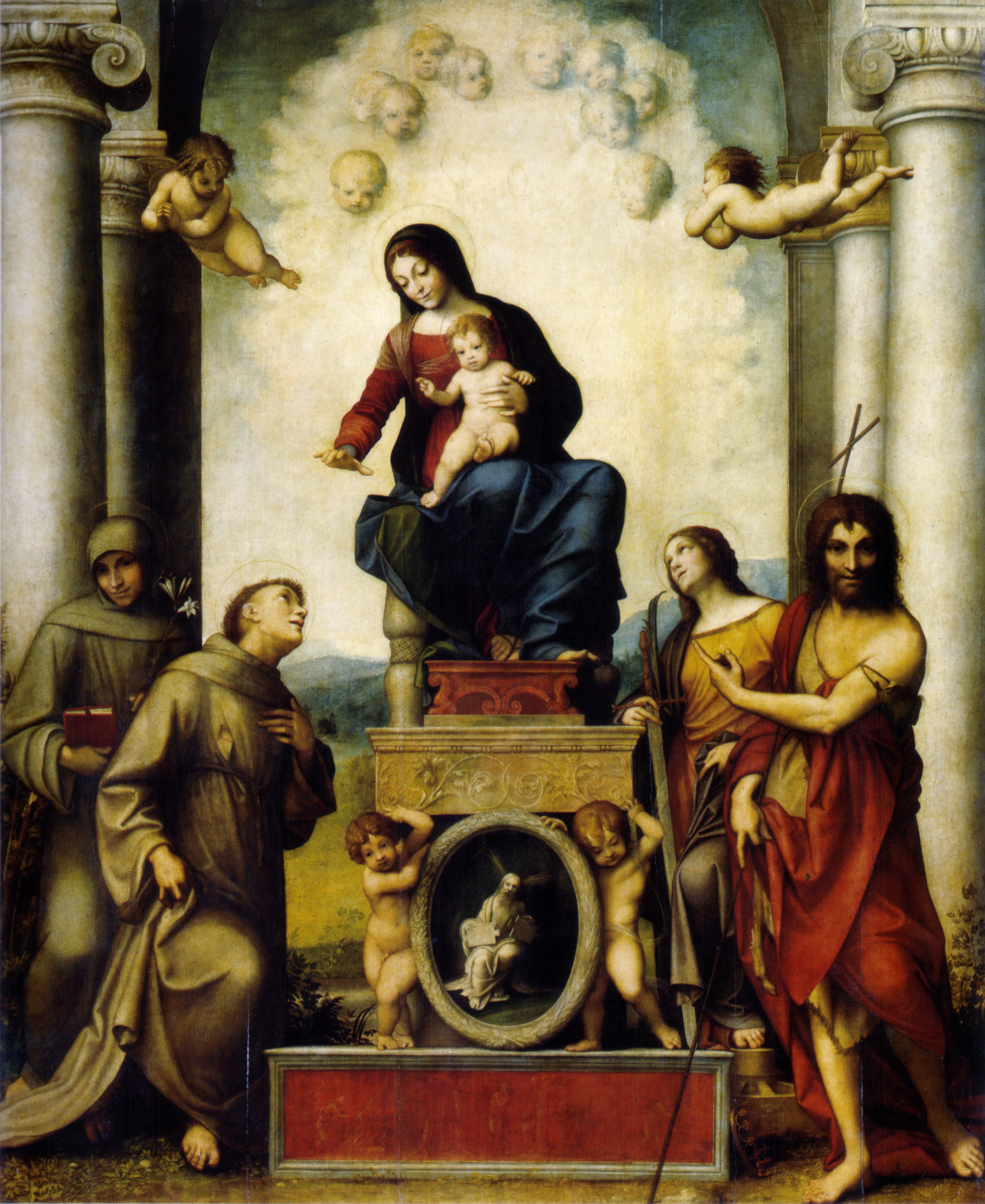
Madonna Szt. Ferenccel, Drezda, Gemäldegalerie

Bár Corregio szülővárosa virágzóan fejlődött, de nem vált művészeti központtá. Méhány kvalitásos antik szobor csak a Manfredi grófok kastélyában akadt, ott gyűltek össze a helyi művészek és értelmiségiek. Manfredi felfigyelt Correggio első próbálkozásaira, és gondjaiba vette. 1511-ben a pestisjárvány elől Mantovába menekülő gróf magával vitte Correggiót is. Ez alatt a néhány hónap alatt megismerte a várost, amely ezidőben jelentős kulturális központ volt. Az uralkodó Gonzaga-család nagy műpártoló volt, gazdag kép-, kámea-, érem- és antik szoborgyűjteménnyel. Bőkezűségüknek köszönhető a város számos monumentális épülete.
A következendő években a művész továbbra is látogatta a Gonzaga udvart, ahol Isabella d'Este (1474–1539) hercegnő és fia, Federico herceg megrendelésére is dolgozott. Jelentkeztek további megrendelők is. Vasari felsorolja a művész azon barátait, akik rendelkeznek festményeivel, többek között doktor Francesco Grillenzoni Modenából, Lomazza Milánóból, egy patikus Reggióból. Viszont „Bolognában a nemes Ercolani-család házában található Mária Magdolnának a kertben megjelenő Krisztus képe, amely gyönyörű alkotás". Számos képet vásároltak parmai nemesemberek is: Della Rosa lovag, Francesco Baiardo lovag és feltehetően a Prati család.
Correggio életéről keveset tudunk, így nem tudjuk azt sem, mikor és hogyan ismerkedett meg Leonardo művészetével. Kétségtelenül már Mantovában is hallhatott Leonardóról, hiszen Isabella Gonzaga levelezésben állt a mesterrel, portréját is megrendelte nála. E képnek csak a kartonja készült el, de ezt Correggio láthatta a hercegnőnél. Feltehető, hogy 1513-ban, Mantovából hazatérve, ellátogatott Milánóba is, ahol megtekinthette Leonardo legjelentősebb alkotásait: a Sziklás Madonnát és az Utolsó vacsorát.
Correggio lírai egyénisége, vidám természete és finom művészi érzéke a megismert művészeti élményeket sajátosan egyesítette, amivel fokozatosan alakította ki önálló stílusát. Működésének színhelye az észak-olasz Parma városa. Correggio X. Leó pápa megválasztása után, 1517-1519 között Rómában tartózkodott, tanulmányozta az ottani műalkotásokat. Életrajzírói, Ortensio Landi és Vasari tévesen állítják, hogy nem járt Rómában.

### Parma
1520-ban már érett festőként tért vissza Parmába. Ebben az évben vette feleségül a szépséges Girolama Merlinit. Egy évvel később megszületett első fia, Pomponio, majd még három lánya. 1530-ban, alig két évvel Lorenzo nagybátyja halála után – hozzá különösen vonzódott – meghalt Girolama, Correggio felesége. A tragédia súlyától megtört a festőt csakhamar újabb csapás érte — a parmai székesegyház kupoláját rendkívül kedvezőtlenül fogadták. Félbehagyta elkezdett képeit, és hazament szülővárosába, hogy szüleivel maradjon. Bár abbahagyta a székesegyházon végzett munkát, továbbra is dolgozott Federico Gonzagának. Hirtelen betegségben hunyt el 1534. március 4-én. Fia, a tizenkét éves Pomponio a gyászmenetben apját egészen a correggiói San Francesco templomig kísérte, ahol az oltáron Correggio által pontosan húsz évvel azelőtt festett Madonna Szent Ferenccel című kép állt.

## Művészete
1518–1520 között a parmai, San Paolo apácakolostor fogadótermének mennyezetét mitológiai jelenetekkel díszítette. Ahol korábban szentek alakjai kaptak helyet, ott most Diánát, a vadászat istennőjét ábrázolta. A terem boltozatát, lombsátort utánzó festéssel takarta, amelyből ablakszerű oválisokban puttópárok tűnnek elő, és alattuk, a párkányra támaszkodó félköríves mezőkben – lunettákban – mitológiai ábrázolások jelennek meg: a Három Grácia, Fortuna, a Tisztaság, szárnyas Párkák, Vesta-szüzek és Pán. Ez a falképegyüttes volt Correggio első önálló kísérlete az építészetet áttörő, a messzi távolt érzékeltető illúziójának megjelenítésére. A reneszánsz humanista felfogását és az antik téma megbecsülését mutatja, hogy a megrendelő hölgy Diána vadászatát választotta a falképek tárgyául.
1522. november 3-án, a parmai, San Giovanni Evangelista templomban folyó – 1520 júliusában megkezdett - munkálatok idején kapta Correggio a nagy megrendelést a parmai székesegyház díszítésére. Ebből a kupola freskói készültek el: Mária mennybemenetelét ábrázoló kompozíciója dinamikus, a forgó figurák felemelkedés érzetét keltik, a csegelyekben pedig a város négy patrónusának arcképe látható (Keresztelő Szent János, Hilari, Szent Tamás és Szent Bernát).

A San Paolo 1520-24 között készült kupolafreskója Szent János pathmosi látomását ábrázolja (egyes elemzők szerint ez a Krisztus mennybemenetelének jelenete), amely már sokkal mozgalmasabb és kötetlenebb, mint a San Paolo kolostor freskódísze. A kép középpontjában a fényes égben látható, különleges perspektívából Krisztus alakja, amint lobogó hajjal és ruhában emelkedik az égbe. A körülötte lévő felhők között kis angyalok egész serege fedezhető fel. Lejjebb, a puttók és angyalok által tartott felhőszőnyegen tizenegy apostol ül. Correggio 1526-tól haláláig, 1534-ig a parmai dóm kupolaképein dolgozott, amelyeket halála után tanítványai fejeztek be. Ezek a mennyezetképek mutatják leginkább Correggio merész megoldásait és zseniális festői tehetségét. Mantegna mennyezetképe még meglehetősen nyugodt kompozíciójú, Correggio azonban dinamikus alakjai között a főalak felfelé örvénylő mozgásával mintha megnyitná a kupolát. Az ily módon megteremtett térillúzió a barokk festészet egyik legfontosabb eleme lesz.

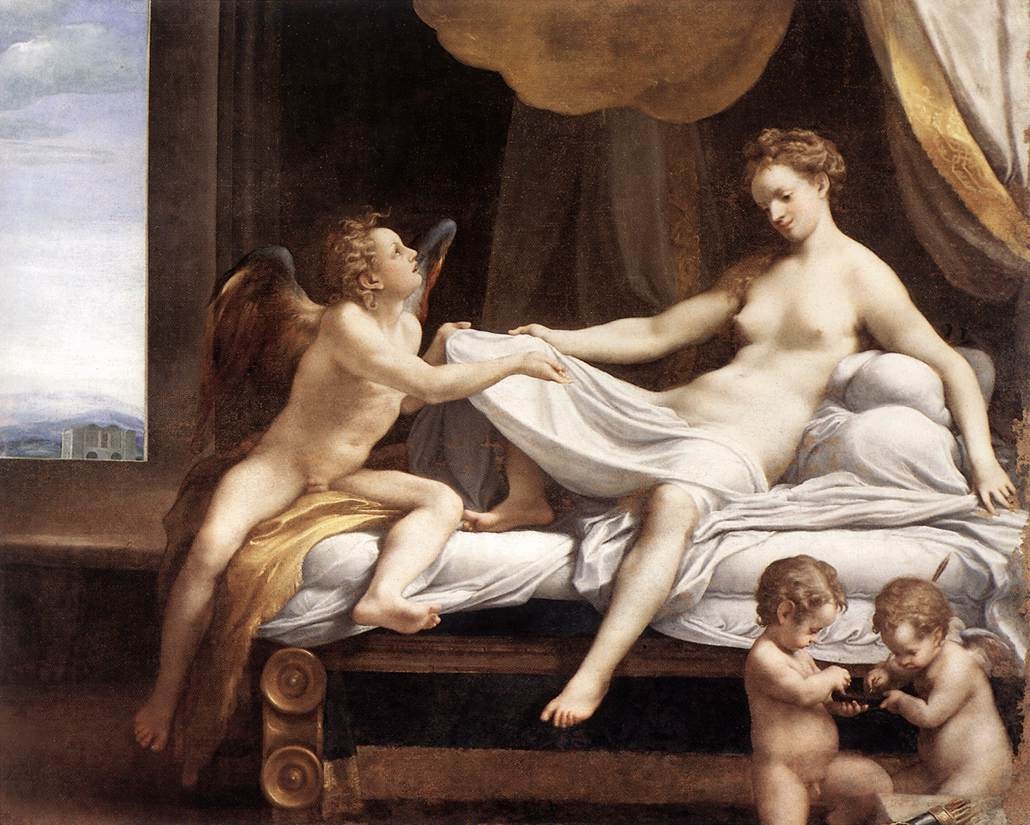
Danaé, Galleria Borghese, Róma

A kupolák festése mellett több nagy oltárképet is festett. A táblaképeken a freskókhoz hasonló stílustörekvésekkel találkozunk: a hagyományos gúla alakú reneszánsz kompozíció fokozatosan fellazul, a nyugodt alakokat egyre mozgalmasabb szereplők váltják fel, s az ábrázolás egyre tágasabb térben jelenik meg. Ez látható a drezdai képtár négy Correggio-képén: a Madonna Szent Ferenccel, a Madonna Szent Györggyel, a Madonna Szent Sebestyénnel és a Krisztus születése című képeken.
A nagyobb megbízatások mellett a kisebb Madonna-képek végigkísérték Correggio egész pályáját. Köztük kiemelkedő helyet foglal el a budapesti Szépművészeti Múzeum Madonnája.
Élete végén festette mitológiai tárgyú táblaképeit (Danaé, Léda, Io és Ganümédész) a mantovai udvar számára, amelyek aztán ajándékként V. Károly császárhoz kerültek. Correggio meleg, lírai természetű, lágyan áradó, sokoldalú művész, aki a leonardói fényárnyékot puhábbá, sejtelmesebbé alakította és kompozícióival a következő stíluskorszak, a barokk előfutárává vált.

## Válogatott művei

### Freskók
- Camera di San Paolo, Parma, 1520
  - Pán isten, lunetta, 100x170 cm
  - Diana szekéren, kéménykürtő, 200x227 cm
- San Giovanni Evangelista templom, 1520-1522
  - Szent János patmosi látomása, 1600x1300 cm, kupola
  - Krisztus megkoronázza Szűz Máriát, 212x342 cm, Galleria Nazionale, Parma
  - Szent János evangélista, 79x160 cm, csegely freskó
- Parmai székesegyház, 1526-1530
  - Mária mennybemenetele, kupola freskó, 1930x1195 cm
  - Keresztelő Szent János, csegely freskó, 750x500 cm

### Táblaképek

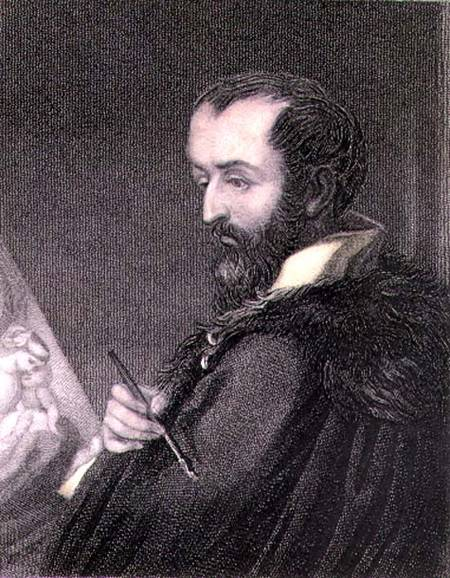
Antonio Allegri da Correggio

- Királyok imádása, 1514, 84x108 cm, deszkára áttett vászon, Pinacoteca di Brera, Milánó
- Jézus Születése, táblakép, 1516 k., Miláno, Brera
- Madonna Szt. Ferenccel és Keresztelő Szt. Jánossal, táblakép, 1514-1515 (készült a corregioi San Francesco számára) Drezda, Gemäldegalerie
- Pihenő Szt. Ferenccel Egyiptomba menekülés közben, táblakép, 1516, 146x136 cm, (készült a corregioi San Francesco templom részére), Galleria degli Uffizi, Firenze
- Madonna, táblakép, 1517 k. Modena, Galleria Estense
- Alexandriai Szt. Katalin misztikus eljegyzése, 1526, olaj, deszka, 105x102 cm, Párizs, Louvre
- Noli me tangere, 1518, 105x102 cm, olaj, deszkára áttett vászon, Museo del Prado, Madrid
- Szt. Katalin eljegyzése, Detroit
- Casalmaggiorei Madonna, Frankfurt am Main
- A kis Jézus imádása, Milánó, Brera
- Szt. Ferenc Madonnája, 1514 k., Drezda
- Cigány Madonna, Nápoly
- A Szent Család menekülés közben, Szt. Ferenccel, Uffizi
- Szt. Katalin eljegyzése, Nápoly
- Krisztus búcsút vesz anyjától, London, National Gallery
- Pietà, London
- Krisztus siratása (vagy: Levétel a keresztről), 1520-23 k., 157x182 cm, olaj,  Parma, Galleria Nazionale[4]
- Négy szent vértanúsága, 1520-23 k., 157x182 cm, olaj, Parma, Galleria Nazionale[5]
- Madonna a kis Jézussal és a kis Keresztelő Szt. Jánossal, Madrid, Prado
- Szt. Család Szt. Jakabbal, London, Hampton Court
- Kosaras Madonna, London
- Szoptató Madonna a kis Jézussal és egy angyallal, Budapest, Szépművészeti Múzeum
- Jézust imádó Madonna, 1525-26, olaj, 82x68 cm, Galleria degli Uffizi, Firenze
- Campori Madonna, 1517-18, olaj, deszka, 58x45 cm, Galleria Estense, Modena
- Krisztus az olajfák hegyén, London
- Madonna Szent Sebestyénnel, olaj, deszka, 265x161 cm, 1525 k., Drezda, Gemäldegalerie
- Madonna trónon, Szent Sebestyénnel, olaj, deszka, 1530-31, Drezda, Gemäldegalerie
- Io, 1531-1532, 163,5x70,5 cm, Kunshistorisches Museum, Bécs[6]
- Ganümédész elrablása, 1531-1532, 163,5x70,5 cm, Kunshistorisches Museum, Bécs
- Az erény allegóriája, 1532, tempera, vászon, 141x86 cm, Louvre, Párizs
- A vétség allegóriája, 1532, tempera, vászon, 141x86 cm, Louvre, Párizs